# Phare de Brant Point
Le phare de Brant Pointe (en anglais : Brant Point Light) est un phare actif situé au centre nord de l'île de Nantucket dans le Comté de Nantucket (État du Massachusetts).
Il est inscrit au Registre national des lieux historiques depuis le 28 septembre 1987 .

## Histoire
la première tour en bois fut érigée en 1746 et a brûlé en 1758. Elle fut remplacée par une autre tour en bois de 1759 à 1774 et fut détruite par une tempête. Une troisième tour la remplaça et fut incendiée en 1783. Une simple lanterne hissée entre deux espars prit le relais mais, à cause de sa faible puissance, fut remplacée par une autre qui fut de nouveau détruit par la tempête en 1788. Une sixième tour fut érigée en 1789, avec une maison de gardien. Condamnée en 1825, la tour fut remplacée par un feu posé sur le bâtiment de gardien jusqu'en 1853.
En 1856, une tour en brique munie d'une lentille de Fresnel fut construite sur le site qui devint le phare avant, désactivé en 1879.
Le 1er 1901, une nouvelle tour a été mise en service, accompagnée d'une cloche de brouillard. Cette tour, maintenant équipée d'une corne de brume, est toujours utilisée. Le phare est relié au rivage par une passerelle.

## Description
Le phare  est une tour cylindrique en bois, avec une galerie circulaire et une lanterne de 8 m de haut. La tour est peinte en blanc et la lanterne est noire. Son feu à occultations émet, à une hauteur focale de 8 m, un long éclat rouge de 3 secondes par période de 4 secondes. Sa portée est de 10 milles nautiques (environ 19 km).
Il est aussi équipé d'une corne de brume radiocommandée émettant un blast par période de 10 secondes.

## Caractéristiques dufeu maritime
Fréquence : 4 secondes (R)
- Lumière : 3 secondes
- Obscurité : 1 seconde

Identifiant : ARLHS : USA-1095 ; USCG : 1-15205 - Amirauté : J0414 .
|           |
| Nantucket |

|             |
| Brant Point |

|          |
| Le phare |

### Lien connexe
- Liste des phares du Massachusetts